# (157494) Durham
(157494) Durham est un astéroïde de la ceinture principale.

## Description
(157494) Durham est un astéroïde de la ceinture principale. Il fut découvert le 11 septembre 2005 à Vail-Jarnac par l'observatoire Jarnac. Il présente une orbite caractérisée par un demi-grand axe de 2,54 UA, une excentricité de 0,26 et une inclinaison de 4,7° par rapport à l'écliptique.

## Compléments